# Aphodius subterraneus
Aphodius subterraneus là một loài bọ cánh cứng trong họ Scarabaeidae. Loài này được Linnaeus miêu tả khoa học năm 1758.